# Рахула
 Тази статия е за историческа личност, сина на Буда Гаутама.  За селището в Гърция със същото име вижте Рахула (дем Кардица).  
Рахула (роден около 534 г. пр.н.е.) е единственият син на принц Сидхарта (който по-късно известен като Гаутама Буда или Буда Шакямуни) и неговата съпруга принцеса Яшодхара. Описанията на живота му се различават на определени места и изложеното тук е според палийския канон.

## Животът на Рахула
Докато принц Сидхарта се приготвя да напусне двореца и научава за раждането на своя син той отговаря Rāhu jāto, bandhanam jātam – „Роди се Раху“, т.е. „Появи се пречка (или окови)“, в смисъл, че детето ще го свърже по-силно със съпругата и семейните задължения и ще попречи в търсенето на просветление .
Според други обяснения обаче името му не означава пречка в този смисъл.. Според тълкувания на Муласарвастивада, Виная името му се дължи на лунното затъмнение, причинено както се смятало тогава от змията Раху.
Рахула бил отгледан от дядо си крал Шудходана и мащехата на баща си Махападжапати Готами.
На седемгодишна възраст той търси баща си, който му липсва силно и Буда се връща в Капилавасту. На седмия ден от завръщането му Яшодхара довела Рахула, за да види баща си. Тя му казала, че тъй като Буда се е отказал от живота в двореца, то той самият е престолонаследник; подтикнала момчето да поиска от баща си да го направи наследник на короната и съкровищата за времето, когато дядо му вече няма да управлява страната.
След трапезата Рахула последвал Буда с думите „Дай ми моето наследство“. Никой не се опитал да го спре, а и Буда също не го спрял. След това той погледнал баща си и казал: „Господарю, дори и сянката ти ме прави щастлив“.
Като пристигнал в Нигродха, парка, в който бил отседнал Буда си помислил: „Той поиска наследството на баща си, но то е изковано от безпокойство. Ще му дам моето просветление и ще го направя наследник на отвъдличностното ми наследство“.
Буда извикал високоуважавания Шарипутра и го помолил да ръкоположи Рахула и така той става първият шраманера или будистки монах-послушник.
Когато кралят установява, че внукът му и някои младежи от кралската фамилия пожелали да станат монаси, той поискал Буда да ръкоположи малцина от тях със съгласието на родителите си, а също и на гвардейците. Буда се съгласява. Правилото обхващало също съпругите и съпрузите на тези, които вече са влезли в сангхата на монасите и монахините. 
Скоро след ръкополагането Буда преподава на Рахула за важността на това да се говори истината, учения, известни днес като Рахуловада Сутра, в което той насърчава, че практикуващите внимателно да обмислят поведението на тялото, речта и ума си преди, по време и след всяко съзнателно действие като средство съществата да пречистят своето поведение. Нещо повече, той говори за въздържането от умишлено лъжлива реч и реч, целяща измама, и за култивирането на честна реч като една от най-важните, ако не и най-важната практики на монашеския живот. Следвайки съветите на Буда Рахула става един от многото архати сред неговите ученици.
Рахула умира преди Буда, Шарипутра и Маудгаляяна.